# Francisco José Lloreda
Francisco José Lloreda Mera (Cali, 13 de noviembre de 1965) es un abogado, periodista y político colombiano. Se desempeñó como presidente de la Asociación Colombiana de Petróleo y Gas (2014-2023) gremio que vela por los intereses de la industria de hidrocarburos en ese país. Lloreda Mera proviene de una de las familias de tradición política conservadora de la ciudad de Cali. Entre los diversos cargos que ha ocupado en la administración pública se encuentra el de Alto Consejero Presidencial para Seguridad Ciudadana en el primer gobierno de Juan Manuel Santos (2011-2014), Embajador en La Haya Durante el Gobierno de Álvaro Uribe Vélez (20088-2011), Ministro de Educación, y Ministro Económico Adhoc durante el gobierno de Andrés Pastrana, (2000-20026. Lloreda Mera fue director y subdirector del diario El País de Cali, y candidato a la alcaldía de Cali en tres oportunidades.Estudio una Maestría en Administración Pública en la Universidad de Columbia en Nueva York, una Maestría en Políticas Públicas en la Universidad de Oxford y un Doctorado (Dphil) en Política de la Universidad de Oxford en Inglaterra.

## Biografía
Francisco José Lloreda nació el 13 de noviembre de 1965 en Santiago de Cali, Valle del Cauca es hijo del político Rodrigo Lloreda Caicedo y Aura Lucía Mera, ambos de familias pudientes. Su padre dirigió El País, el periódico fundado por el padre de este Álvaro Lloreda Caicedo. Entrando en el servicio público, su padres se convertiría en Ministro de Educación Nacional, Ministro de Relaciones Exteriores y Ministro de Defensa Nacional. Su madre es periodista y fue Directora de Colcultura en 1982.
En agosto de 1981, Lloreda fue diagnosticado con Osteosarcoma en la pierna; fue llevado a Nueva York donde fue sometido a  quimioterapia y recibió un reemplazo de cadera en Centro de Cáncer Memorial Sloan -Kettering. Después de su exitosa recuperación, Lloreda publicó su primer libro, dos años después, Mis Memorias del Memorial (1983), en la que relata su experiencia como paciente de cáncer y sobreviviente completó sus estudios secundarios en el Colegio Anglo Colombiano en 1985.
Lloreda se graduó en 1990 de Abogado en la Pontificia Universidad Javeriana. En 1994 recibió una maestría en Administración Pública de Universidad de Columbia de Nueva York. Más tarde completó una Maestría en Políticas Públicas de América Latina en 2003 y un Doctorado en Política Philosophiæ doctor en el Colegio de San Antony de la Universidad de Oxford

## Carrera política
Lloreda inició su carrera política como secretario privado durante un año del entonces alcalde de Bogotá, Andrés Pastrana.

### Ministro de Educación
Entre 2000 y 2002, Francisco Lloreda fue nombrado por el Presidente Andrés Pastrana como Ministro de Educación Nacional reemplazando a Germán Bula Escobar que había estado con Pastrana desde 1998.
En 2005 y 2006 fue director del Observatorio de Políticas Públicas y al mismo tiempo se desempeñó como profesor en la Universidad Icesi en Cali. Se desempeñó de nuevo en El País como redactor jefe desde 2006 hasta 2007.

### Alto Consejero para la Convivencia y Seguridad Ciudadana
El 4 de noviembre de 2010, mientras que Lloreda todavía se desempeñaba como embajador en los Países Bajos, el presidente  Juan Manuel Santos lo nombró Alto Consejero Presidencial para la Convivencia y Seguridad Ciudadana, un nuevo cargo de nivel ministerial destinada a reducir la delincuencia en las ciudades del país. El 28 de julio de 2014 fue designado para el cargo como director de la Asociación Colombiana del Petróleos.